# Chińska Republika Ludowa na Zimowych Igrzyskach Olimpijskich 1980
Chińską Republikę Ludową na Zimowych Igrzyskach Olimpijskich 1980 reprezentowało 24 zawodników, 13 mężczyzn i 11 kobiet.

## Reprezentanci

### Narciarstwo alpejskie
Kobiety
- Wang Guizhen
  - gigant slalom – 35. miejsce
  - slalom – 18. miejsce

Mężczyźni
- Piao Dongyi
  - gigant slalom – 50. miejsce
  - slalom – 34. miejsce

### Biathlon
Mężczyźni
- Song Yongjun
  - sprint na 10 km – 41. miejsce

- Han Jinsuo
  - sprint na 10 km – 46. miejsce

- Li Xiaoming
  - sprint na 10 km – nie ukończył

- Ying Zhenshan
  - bieg na 20 km – 44. miejsce

- Wang Yunjie
  - bieg na 20 km – 46. miejsce

- Song Yongjun, Li Xiaoming, Ying Zhenshan, Wang Yunjie
  - sztafeta 4 × 7,5 km- 14. miejsce

### Biegi narciarskie
Kobiety
- Ren Guiping
  - bieg na 5 km – 38. miejsce
  - bieg na 10 km – 38. miejsce

Mężczyźni
- Lin Guanghao
  - bieg na 15 km – 50. miejsce

### Łyżwiarstwo figurowe
Mężczyźni
- Xu Zhaoxiao
  - Soliści – 16. miejsce

Kobiety
- Bao Zhenghua
  - Solistki – 22. miejsce

### Łyżwiarstwo szybkie
Mężczyźni
- Wang Nianchun
  - 500 m – 23. miejsce
  - 1000 m – 36. miejsce

- Zhao Weichang
  - 500 m – 31. miejsce
  - 1000 m – 24. miejsce
  - 1500 m – 25. miejsce

- Su He
  - 500 m – 33. miejsce

- Li Huchun
  - 1000 m – 32. miejsce
  - 1500 m – 30. miejsce

- Guo Chengjiang
  - 1500 m – 29. miejsce

Kobiety
- Cao Guifeng
  - 500 m – 21. miejsce
  - 1000 m – 27. miejsce

- Shen Guoqin
  - 500 m – 27. miejsce
  - 1500 m – 30. miejsce

- Wang Limei
  - 500 m – 29. miejsce

- Zhang Li
  - 1000 m – 31. miejsce

- Shen Zhenshu
  - 1000 m – 32. miejsce

- Kong Meiyu
  - 1500 m – 27. miejsce
  - 3000 m – 27. miejsce

- Chen Shuhua
  - 1500 m – 29. miejsce

- Piao Meiji
  - 3000 m – 28. miejsce